# Barrio la Providencia
Barrio la Providencia är en ort i Mexiko.   Den ligger i kommunen Tecamachalco och delstaten Puebla, i den sydöstra delen av landet, 160 km öster om huvudstaden Mexico City. Barrio la Providencia ligger 2 031 meter över havet och antalet invånare är 112.
Terrängen runt Barrio la Providencia är platt åt sydväst, men åt nordost är den kuperad. Runt Barrio la Providencia är det ganska tätbefolkat, med 100 invånare per kvadratkilometer. Närmaste större samhälle är Tecamachalco, 6,2 km norr om Barrio la Providencia. Trakten runt Barrio la Providencia består till största delen av jordbruksmark.